# Stefan Poloński
Stefan Poloński (Polonyi-Poloński) wł. Stefan Polonyi (ur. 1 stycznia 1903 w Krakowie, zm. 13 czerwca 1968 w Gliwicach) – polski aktor i reżyser teatralny, dyrektor teatrów, fotograf.

## Życiorys
W 1920 roku ukończył Wyższą Szkołę Realną w Krakowie, a następnie uczył się aktorstwa u Zygmunta Noskowskiego, Mariana Jednowskiego oraz Zygmunta Nowakowskiego. W latach 1920/1921 zaliczył pierwszy rok Dwuletniego Miejskiego Kursu Dramatycznego, jednocześnie występując w krakowskich teatrach: Powszechnym oraz Bagatela. Lata 1921-1924 spędził w Poznaniu, grając w tamtejszym Teatrze Polskim, kształcąc się na Wydziale Dramatycznym Państwowego Konserwatorium Muzycznego oraz odbywając staż w zakładzie fotograficznym Stanisława Markiewicza (1922-1924). W tym okresie zainteresował się również teatrem lalek - w 1922 podjął wraz z malarzem Zygmuntem Szpingerem nieudaną próbę otwarcia Teatru Marionetek Miniatury.
Powrócił do Krakowa, gdzie ponownie występował w teatrach: Bagatela (1924-1925) oraz Popularnym (1926-1927). W 1927 roku założył Teatr Marionetek Miniatury, który po dwóch przedstawieniach odsprzedał województwu śląskiemu. Sam przeniósł się do Katowic, gdzie pracował do 1929 roku. W grudniu 1927 roku zainaugurował działalność lalkowego teatru Miniatury Śląskie, którego został kierownikiem. Jednocześnie kierował Sekcją Teatrów Ludowych i Amatorskich Wydziału Oświecenia Publicznego Urzędu Wojewódzkiego w Katowicach. 
Lata 1929-1931 spędził w Krakowie, gdzie był kierownikiem administracyjnym kabaretu Gong (1929-1930), zespołu rewiowego teatru Bagatela (1930) oraz wraz Marią Billiżanką prowadził teatr dla dzieci Pajacyk (1930-1931). Następne po raz drugi przeprowadził się do Poznania. Tam pracował jako kierownik administracyjny Teatru Polskiego (1931-1933), współprowadził letni Teatr za 50 groszy, dający przedstawienia dla dzieci w poznańskim Zoo (1933), był szefem reklamy Teatrów: Wielkiego i Nowego (1933-1934) oraz prowadził własny zakład fotograficzny (1934-1935). W grudniu 1934 roku otworzył kolejny teatr lalkowy - Teatr Marionetek Miniatury, wystawiający do połowy 1935 roku przedstawienia dla dzieci oraz spektakle rewiowe dla dorosłych (wzorowane na włoskim Teatro dei Piccoli). 
W latach 1935-1936 był fotoreporterem "Dziennika Poznańskiego", a następnie uczestniczył w objazdach po Polsce zespołu poznańskiego Teatru Narodowego, sporadycznie przy tym występując (1936-1938). W 1938 roku wraz z Janem Sztaudyngerem założył pierwsze w Polsce stowarzyszenie lalkarzy -  Wielkopolską Rodzinę Marionetkarzy. Pod egidą Stowarzyszenia w tym samym roku powstał Teatr Marionetek Błękitny Pajac, którego kierownictwo objął Poloński. Teatr działał do 1939 roku (od czerwca 1939 roku jako zespół objazdowy).
Lata II wojny światowej spędził w Poznaniu, a następnie w Gliwicach gdzie pracował jako fotograf w teatrach niemieckich. Na początku 1945 roku przedostał się do Częstochowy, gdzie najpierw był pracownikiem technicznym tamtejszego Teatru Miejskiego, a następnie referentem Miejskiego Urzędu Informacji i Propagandy. Założył również Teatr Marionetek Chochlik, który prowadził do lipca 1945 roku. Powrócił do Gliwic, gdzie pracował do końca życia. Początkowo pracował jako fotoreporter, kierownik artystyczny Teatru Pancerniaków oraz kierownik domu kultury. W 1946 roku otworzył Studio Fotografii Artystycznej, a następnie współtworzył i prowadził następujące teatry lalkowe: Teatr Marionetek Pajacyk (1947-1951), Teatr Lalek Złota Kaczka (1951-1955), Teatr Lalek Studenckiego Domu Kultury przy Politechnice Śląskiej (1955-1957) oraz Teatr Lalek przy Liceum Kulturalno-Oświatowym (1957). Ostatnie lata poświęcił fotografii, współorganizując Zakład Fotografii Dokumentarnej i Naukowej przy Politechnice Śląskiej i nauczając w Liceum Kulturalno-Oświatowym.
Został pochowany na Cmentarzu Lipowym w Gliwicach.

### Rodzina
Stefan Poloński był dwukrotnie żonaty: z Janiną Debelską (ślub w 1928 roku) oraz z Wandą Kaczmarek (ślub w 1938 roku). Jego wnuczką stryjeczną jest aktorka Anna Polony.